# Жиганов Петро Олексійович
Петро Олексійович Жиганов (15 березня 1945, місто Білгород-Дністровський Ізмаїльської області, тепер Одеської області) — радянський діяч, підземний електрослюсар шахти «Центральна» міста Партизанськ Приморського краю. Член ЦК КПРС у 1990—1991 роках.

## Життєпис
З 1961 року працював димником ліспромгоспу в Тасєєвському районі Красноярського краю.
У 1963 році закінчив училище механізації.
У 1963—1964 роках — бракувальник Канського бавовняного комбінату Красноярського краю.
З 1964 по 1965 рік служив у Радянській армії.
У 1965—1966 роках — контролер Канського бавовняного комбінату Красноярського краю.
У 1966—1967 роках — помічник майстра Самаркандської шовкоткацької фабрики Узбецької РСР.
У 1967—1982 роках — електрозварювальник фабрики «Туваазбест» Тувинської АРСР.
Член КПРС з 1970 року.
У 1972 році закінчив школу робітничої молоді.
з 1982 року — підземний електрослюсар шахти «Центральна» міста Партизанськ Приморського краю.
Подальша доля невідома.